# Associazione internazionale del trasporto pubblico
L'Associazione Internazionale del Trasporto Pubblico (in inglese: International Association of Public Transport; in francese: Union Internationale des Transports Publics; UITP) è un'associazione non-a-scopo-di-lucro (ossia una ONG) che raggruppa i principali operatori e fornitori del trasporto pubblico mondiale.
L'UITP nacque nel 1885 come associazione tra 63 compagnie attive nel settore tranviario.
L'UITP raggruppa circa 1 600 membri dislocati in 99 paesi differenti e operanti in tutti i settori del trasporto pubblico (ferrovia, tranvia, autobus, metropolitana e nave). La sede del segretariato è nel comune belga di Molenbeek-Saint-Jean, e gli uffici principali si trovano nelle città di Abidjan, Astana, Bangalore, Casablanca, Dubai, Hong Kong, Istanbul, Johannesburg, Mosca, New York, Roma, San Paolo, Shenzhen, Singapore e Teheran.
Tra i membri figurano le italiane Actv, AMAT, ATM, ANM e ATAC, il colosso inglese Arriva e le tedesche Daimler e Deutsche Bahn.